# 汉斯-于尔根·格哈特
汉斯-于尔根·格哈特（德語：Hans-Jürgen Gerhardt，1954年9月5日—），德国男子雪车运动员。他曾代表东德参加1980年冬季奥林匹克运动会雪车比赛，获得一枚金牌和一枚银牌。